# ОШ „Вук Стефановић Караџић” Козарска Дубица
ОШ „Вук Стефановић Караџић” је једна од основних школа на подручју општине Козарска Дубица. Налази се у Улици Ђакона Авакума 15 у Козарској Дубици. Име је добила по Вуку Стефановићу Караџићу српском лингвисти, филологу, антропологу, књижевнику, преводиоцу и академику. Стефановић Караџић је најзначајнији српски лингвиста XIX века, реформатор српског језика, сакупљач народних умотворина и писац првог речника српског језика. Најзначајнија је личност српске књижевности прве половине XIX века.

## Историјат
Наставила је рад и традицију Српске народне школе, основане 1856/1857. године. У српској вароши Босанска Дубица 1856. саграђена је мала „ћелија“, у којој је обављана молитва. Ту су преко дана долазила варошка дјеца (њих 12), гдје их је извјесни терзија Балта учио да читају и пишу. Заслугом богатијих и виђенијих Срба, 1864. саграђена је већа зграда за потребе цркве и школе. У овој школи радило је више учитеља. Према попису српских школа у БиХ, школа у Босанској Дубици основана је 1863. године. Настава је одржавана до 1906, када је саграђена нова школска зграда. Послије Првог свјетског рата настава је извођена, са кратким прекидима, до 1920. године. Током Другог свјетског рата школу су похађала углавном муслиманска и хрватска дјеца, док су Срби махом били протјерани у концентрационе логоре. Настава у новоизграђеној ОШ „Фадил Шерић“, са 1.074 ученика, почела је 1961. године. У њеном саставу радило је седам подручних школа. Три четворогодишње школе су затворене: Бјелајци (основана 1915, угашена 1982), Горњоселци (1930, угашена 1996) и Маглајци (1947, угашена 1975), а четири раде: у Међеђи (основана 1909), Пуцарима (1910), Кадином Јеловцу (1931) и Демировцу (1967). Деветогодишња школа у Демировцу наставила је рад и традицију школе основане 1907. у Драксенићу. Радила је самостално под именом „Вук Караџић“ до 1984, када је припојена школи „Фадил Шерић“. Школа у Пуцарима основана је 1910. године. Радила је самостално под именом „Милорад Видовић“ до 1984, када је припојена школи у Босанској Дубици. Имала је подручна одјељења у Бијаковцу, Божићима, Војскови и Срефлијама, која су с временом угашена. Школа је 1991. имала 1.539 ученика. Наредне године добила је садашње име. Школске 2007/2008. имала је 940 ученика (од тога 150 у подручним одјељењима), а 2022/2023. – 597 ученика, 60 наставника, два вјероучитеља православне вјеронауке и по једног вјероучитеља католичке и исламске вјеронауке. Школа има уређене спортске терене, читаоницу, просторију за пријем родитеља и школску кухињу. Школска библиотека располаже са око 10.650 књига. До 1998. излазио је школски
лист „Ђачка шареница“. Школа сарађује са ОШ „Бошко Ђуричић“ из Јагодине.